# Rhagina
Rhagina är ett släkte av tvåvingar. Rhagina ingår i familjen snäppflugor.
Kladogram enligt Catalogue of Life:
| Rhagina | \| \| Rhagina incurvatus \| \| \| \| \| \| Rhagina sinensis \| \| \| \| |
|         | \| \| Rhagina incurvatus \| \| \| \| \| \| Rhagina sinensis \| \| \| \| |
|         | Rhagina incurvatus                                                      |
|         |                                                                         |
|         | Rhagina sinensis                                                        |
|         |                                                                         |